# Camponotus simus
Camponotus simus är en myrart som beskrevs av Carlo Emery 1908. Camponotus simus ingår i släktet hästmyror, och familjen myror.

## Underarter
Arten delas in i följande underarter:
- C. s. manidis
- C. s. simus